# Servië op de Olympische Winterspelen 2022
Servië was een van de landen die deelnamen aan de Olympische Winterspelen 2022 in Peking, China.

## Deelnemers en resultaten
(m) = mannen, (v) = vrouwen 

### Alpineskiën
Mannen
| Naam            | Onderdeel | 1e run | 1e run | 2e run | 2e run | Totaal  | Totaal |
| Naam            | Onderdeel | Tijd   | Rang   | Tijd   | Rang   | Tijd    | Rang   |
| --------------- | --------- | ------ | ------ | ------ | ------ | ------- | ------ |
| Marko Vukićević | Afdaling  | n.v.t. | n.v.t. | n.v.t. | n.v.t. | DNF     | DNF    |
| Marko Vukićević | Super G   | n.v.t. | n.v.t. | n.v.t. | n.v.t. | 1:29,45 | 34     |

Vrouwen
| Naam              | Onderdeel  | 1e run  | 1e run | 2e run | 2e run | Totaal  | Totaal |
| Naam              | Onderdeel  | Tijd    | Rang   | Tijd   | Rang   | Tijd    | Rang   |
| ----------------- | ---------- | ------- | ------ | ------ | ------ | ------- | ------ |
| Nevena Ignjatović | Afdaling   | n.v.t.  | n.v.t. | n.v.t. | n.v.t. | 1:40,73 | 30     |
| Nevena Ignjatović | Combinatie | 1:37,02 | 22     | DQ     | DQ     | DQ      | DQ     |